# Le Brignon
Le Brignon är en kommun i departementet Haute-Loire i regionen Auvergne-Rhône-Alpes i centrala Frankrike. Kommunen ligger i kantonen Solignac-sur-Loire som tillhör arrondissementet Le Puy-en-Velay. År 2022 hade Le Brignon 615 invånare.

## Befolkningsutveckling
Antalet invånare i kommunen Le Brignon
| Referens: INSEE |